# Jardins de Kensington

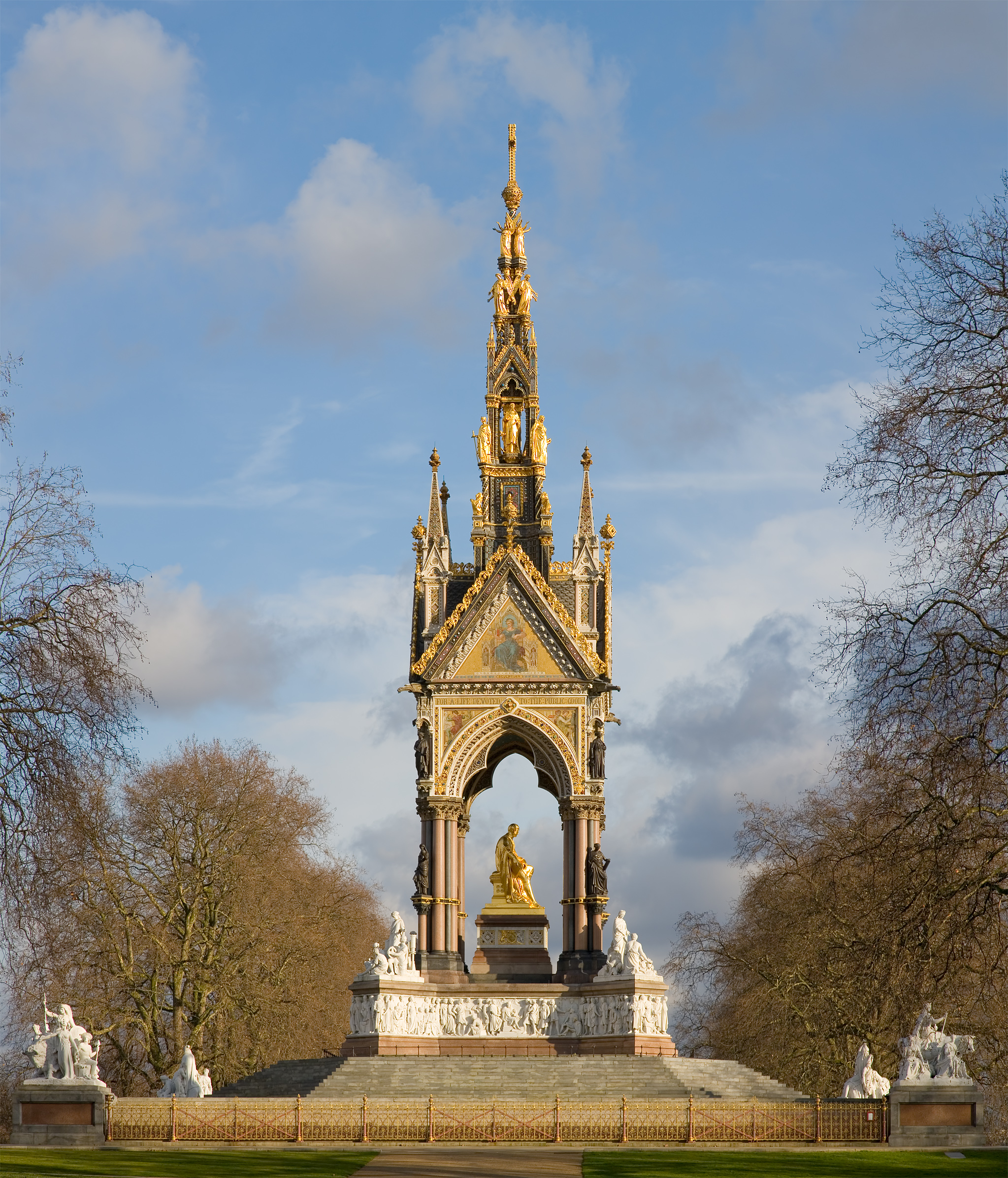
O Albert Memorial.

Jardins de Kensington (em inglês: Kensington Gardens) é um parque público londrino, reconhecido como um dos Parques Reais de Londres. Está localizado em área pertencente aos boroughs de Cidade de Westminster e Kensington e Chelsea. Tem 1.1 km² de extensão e fica ao lado do Hyde Park. Apesar de ser muitas vezes considerado como parte deste, os dois são divididos por uma alameda, conhecida como The Ring. 
Originalmente o parque formava a porção oeste do Hyde Park, sendo comprado em 1689 pelo rei William III. O rei sofria de asma, e achou a área tranquila e com o ar limpo, decidindo então usar os serviços do famoso arquiteto Christopher Wren para ali construir o Palácio de Kensington. Logo após a construção toda a corte foi transferida para a nova residência real. Anos mais tarde, sob o reinado da rainha Anne, o palácio teve seus jardins expandidos em 30 acres.
O parque adquiriu sua forma atual no século XVIII, quando a esposa do rei George II, Carolina de Ansbach, criou o lago Serpentine. No reinado da rainha Victoria (que nasceu e morou no Palácio de Kensington até ser coroada em 1837) os jardins italianos foram criados e o Albert Memorial, um tributo ao seu esposo, construído.
O parque possui certos elementos de destaque, sendo o mais notório deles o Palácio de Kensington e o Albert Memorial. Há também a famosa estátua de Peter Pan e um playground construído em homenagem à Princesa Diana, além das Galerias Serpentine.
Das atividades desenvolvidas no parque, há destaque para o ciclismo e a caminhada. Certos jogos informais acontecem, mas são desencorajados em vista da natureza pacífica e calma do parque, além da importância histórica dos jardins. Com efeito, Kensington Gardens se diferencia do seu vizinho Hyde Park pela manutenção de um ambiente tranquilo, haja vista que o parque nunca serviu de palco para concertos musicais (exceto por apresentações pontuais de grupos pequenos, como tocadores de gaita de fole).
Alguns filmes tiveram suas cenas filmadas no parque, como Hook (1991), Finding Neverland (2004), Bridget Jones: No Limite da Razão (2004) e Wimbledon (2004).
O parque se encontra a curta distância do Royal Albert Hall e dos museus Victoria & Albert e o de História Natural. As estações do metrô mais próximas são Lancaster Gate e Queensway (ao norte) e South Kensington (ao oeste).